# Greg Berlanti
Greg Berlanti (Rye, 24 maggio 1972) è uno sceneggiatore, regista e produttore televisivo statunitense, che lavora in campo cinematografico e televisivo.

## Biografia
Nato nello Stato di New York da padre italiano e madre irlandese, ha studiato alla Northwestern University. È stato sceneggiatore e produttore della serie tv Dawson's Creek e del suo spin-off di breve durata Young Americans. Nel 2000 scrive e dirige la commedia a tematica gay Il club dei cuori infranti, ispirata al suo circolo di amici di West Hollywood. Nel 2002 è il creatore e produttore esecutivo della serie Everwood. Successivamente ha prodotto le serie Brothers & Sisters - Segreti di famiglia e Dirty Sexy Money ed è coautore, assieme a Marc Guggenheim, della serie Eli Stone.
Nel 2010 Berlanti torna dietro la macchina da presa, dirigendo Katherine Heigl e Josh Duhamel in Tre all'improvviso. È produttore e co-sceneggiatore del film Lanterna Verde dedicato all'omonimo eroe della DC Comics, diretto da Martin Campbell ed uscito nel 2011. Dal 2012 Berlanti è produttore e sceneggiatore di serie tv di grande successo, come Arrow, il suo spin-off The Flash, lo spin-off di entrambi Legends of Tomorrow, Supergirl, la quale ha un episodio cross-over con la seconda serie televisiva detta precedentemente e, in ultimo  Batwoman. Ha poi prodotto la serie di successo Riverdale.

## Vita privata
Apertamente gay, è legato sentimentalmente al calciatore Robbie Rogers. La coppia ha due figli, Caleb e Mia Barbara, nati da madre surrogata.

## Filmografia

### Regista
- Il club dei cuori infranti (The Broken Hearts Club: A Romantic Comedy) (2000)
- Tre all'improvviso (Life as We Know It) (2010)
- Tuo, Simon (Love, Simon) (2018)
- Fly Me to the Moon - Le due facce della Luna (Fly Me to the Moon) (2024)

### Sceneggiatore
- Dawson's Creek – serie TV, 8 episodi (1998-1999)
- Il club dei cuori infranti (The Broken Hearts Club: A Romantic Comedy) (2000)
- Jack & Bobby – serie TV, 2 episodi (2004)
- Everwood – serie TV, 89 episodi (2002-2006)
- Brothers & Sisters - Segreti di famiglia (Brothers & Sisters) – serie TV, 3 episodi (2006-2008)
- Eli Stone – serie TV, 26 episodi (2008-2009)
- No Ordinary Family – serie TV, 20 episodi (2010-2011)
- Lanterna Verde (Green Lantern) (2011)
- La furia dei titani (Wrath of the Titans) (2012) – soggetto
- Political Animals – miniserie TV (2012)
- Arrow – serie TV (2012- 2020)
- The Flash – serie TV (2014-2023)
- Supergirl – serie TV (2015-2021)
- Legends of Tomorrow – serie TV (2016-2022)
- Batwoman – serie TV (2019-2022)
- Superman & Lois – serie TV (2021-2024)

### Produttore
- Dawson's Creek – serie TV, 14 episodi (1998-1999)
- Everwood – serie TV, 89 episodi (2002-2006)
- Dirty Sexy Money – serie TV, 23 episodi (2007-2009)
- Eli Stone – serie TV, 26 episodi (2008-2009)
- Brothers & Sisters - Segreti di famiglia (Brothers & Sisters) – serie TV, 104 episodi (2006-2011)
- No Ordinary Family – serie TV, 2 episodi (2010)
- Lanterna Verde (Green Lantern) (2011)
- Political Animals – miniserie TV (2012)
- Arrow – serie TV (2012-2020)
- Golden Boy – serie TV, 13 episodi (2013)
- The Tomorrow People – serie TV, 16 episodi (2013-2014)
- The Mysteries of Laura – serie TV (2014-2016)
- The Flash – serie TV (2014-2023)
- Blindspot – serie TV (2015-2020)
- Supergirl – serie TV (2015-2021)
- Pan - Viaggio sull'isola che non c'è (Pan) (2015)
- Legends of Tomorrow – serie TV (2016-2022)
- Vixen – serie TV (2015-2016)
- Riverdale – serie TV (2017-2023)
- Black Lightning – serie TV (2018-2021)
- You – serie TV (2018-2025)
- Deception – serie TV, 13 episodi (2018)
- Le terrificanti avventure di Sabrina (Chilling Adventures of Sabrina) – serie TV (2018-2020)
- Batwoman – serie TV (2019-2022)
- L'assistente di volo - The Flight Attendant (The Flight Attendant) – serie TV (2020-2022)
- Free Guy - Eroe per gioco (Free Guy), regia di Shawn Levy (2021)
- Superman & Lois – serie TV (2021-2024)
- Kung Fu – serie TV (2021-2023)